# Siegradweg
De Siegradweg (Siegfietsroute) is een langeafstandsfietsroute in Duitsland. De route volgt de Sieg van de bron in het Rothaargebergte tot de monding in de Rijn bij Bonn. Het traject is bewegwijzerd in twee richtingen.

## Traject
De route begint in het Rothaargebergte bij de bron van de Sieg. Vlakbij ligt de bron van de Lahn en kan de Lahnradweg naar Lahnstein worden opgepakt.
De route voert door het Bergisches Land en het Westerwald. Onderweg zijn er veel vakwerkhuizen te zien. In Kirchen kan worden aangesloten op de Ruhr-Sieg-Radweg welke het stroomdal van de Sieg verbindt met dat van de Ruhr.
Vlakbij Bonn mondt de Sieg uit in de Rijn. Hier kan de EuroVelo EV3 Pelgrimsroute of de EuroVelo EV15 Rijnroute worden opgepakt. Ook kan bij Bonn de Waterkastelenroute worden opgepakt.
Het gehele traject is onderdeel van de landelijke route D4 - Middenlandroute.

## Aansluitingen met Europese routes
- In Bonn kan worden aangesloten op de EuroVelo EV3 Pelgrimsroute.
- In Bonn kan worden aangesloten op de EuroVelo EV15 Rijnroute.

## Aansluitingen met andere routes
- In Großenbach kan worden aangesloten op de Lahnradweg.
- In Kirchen kan worden aangesloten op de Ruhr-Sieg-Radweg.
- In Bonn kan worden aangesloten op de Waterkastelenroute.
- De hele route is onderdeel van de landelijke route D4 - Middenlandroute.